# تیپ ۱ زرهی (بریتانیا)
تیپ ۱ زرهی بریتانیا (انگلیسی: 1st Armoured Infantry Brigade) تیپ پیاده‌نظام مکانیزه نیروی زمینی بریتانیا و تحت امر لشکر ۳ پیاده است، که در سال ۱۸۹۹ تأسیس شد.
تیپ اول زرهی، یک تیپ پیاده‌نظام ارتش بریتانیا با سابقه طولانی از جمله خدمت در جنگ جهانی اول و جنگ جهانی دوم بود. این تیپ در کمپ تیدورث مستقر بود. پیش از این، این تیپ با عناوین تیپ ۱ گارد، تیپ ۱ پیاده، تیپ ۱ مکانیزه (از دهه ۱۹۹۰) نامگذاری شده بود و تحت اصلاحات اولیه ارتش ۲۰۲۰، عنوان تیپ ۱ پیاده زرهی را به خود گرفت. تحت برنامه سرباز آینده، این تیپ با تیپ ۱ توپخانه ادغام شد تا تیم رزمی تیپ ۱ ضربتی شناسایی عمیق را تشکیل دهد.